# Ахметов, Амангельды
Амангельды Ахметов (род. 1942, колхоз имени Джамбула, Сырдарьинский район, Кзыл-Ординская область) — звеньевой Кзыл-Ординской государственной зональной машиноиспытательной станции Сырдарьинского района Кзыл-Ординской области, Казахская ССР. Герой Социалистического Труда (1981).

## Биография
С 1959 года после окончания Кзыл-Ординской школы механизации работал механизатором в колхозе имени Джамбула Сырдарьинского района.
С 1965 года — водитель на Кзыл-Ординской зональной машиноиспытательной станции.
В 1968 году возглавил бригаду механизаторов, которая на протяжении нескольких лет перевыполняла план по урожаю риса. Бригадные показатели в некоторые годы достигали от 90 до 120 центнеров риса с каждого гектара.
Награды
- Герой Социалистического Труда — указом Президиума Верховного Совета от 19 февраля 1981 года «за выдающиеся успехи, достигнутые в выполнении планов и социалистических обязательств по продаже государству в 1980 году миллиарда пудов зерна и перевыполнении планов десятой пятилетки по производству и закупкам хлеба и других сельскохозяйственных продуктов»[1]
- Орден Трудового Красного Знамени